# Deutschlandfunk Kultur

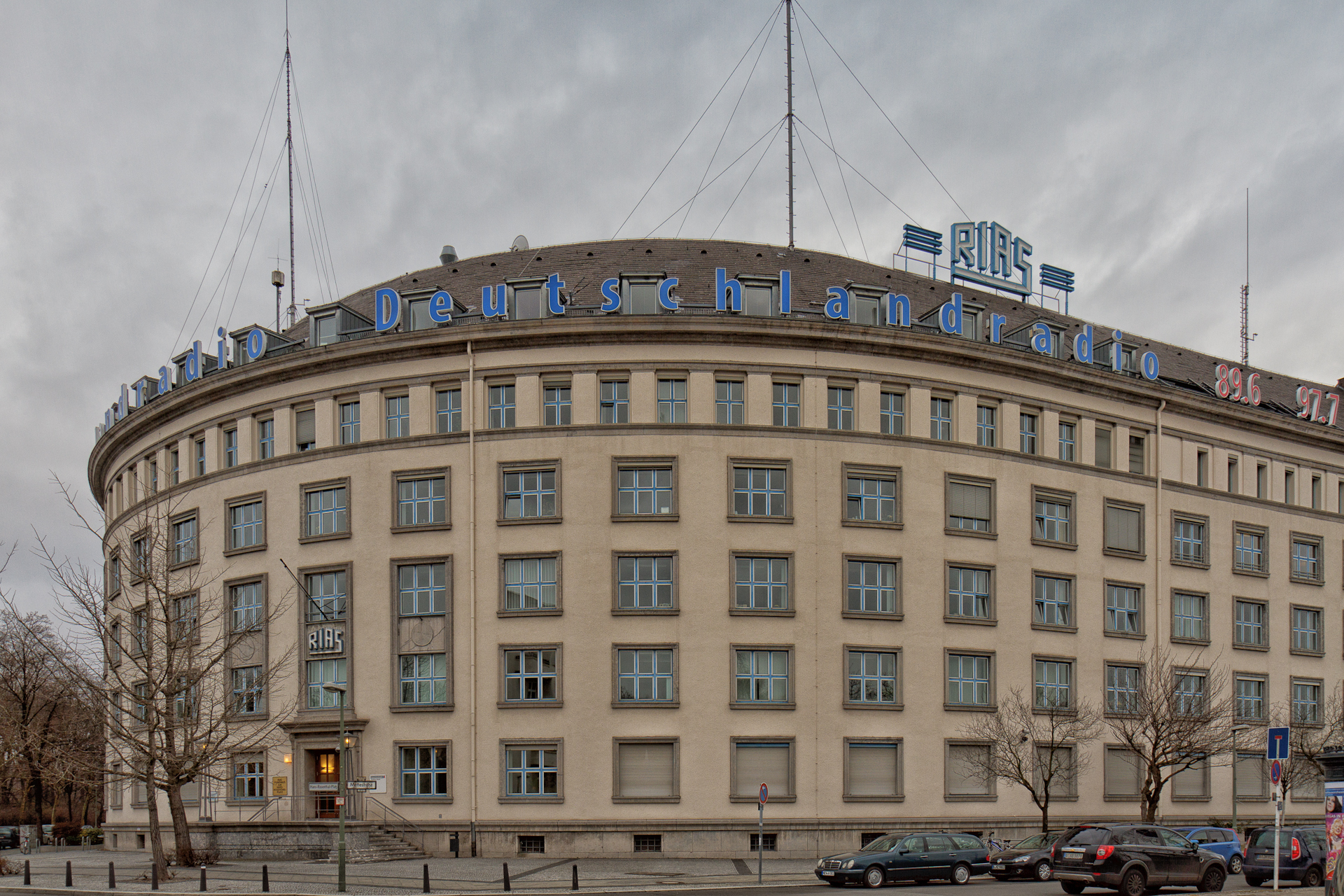
Le bâtiment de la radio à Berlin, qui abritait avant la RIAS

Deutschlandfunk Kultur  (abrégé en DLF Kultur ou en DKultur) est une station de radio de la Deutschlandradio. De couverture nationale, elle se consacre à la culture. De 1994 à mars 2005 elle était connue sous le nom de "DeutschlandRadio Berlin".
Ses studios se situent dans l'ancien siège de la  Rundfunk im amerikanischen Sektor sur la place Hans-Rosenthal-Platz à Schöneberg, Berlin.

## Histoire
Les racines de la station se trouvent dans la Deutschlandsender, créée en 1926. Après la Seconde Guerre mondiale elle devient la principale station de radio de la République démocratique allemande (R.D.A.), et diffuse dans toute l'Allemagne. Dans les années 1970, elle fusionne avec la Berliner Welle et change de nom pour devenir Stimme der DDR ("Voix de la RDA") jusqu'en février 1990, quand elle reprend le nom de Deutschlandsender. Elle fusionne avec Radio DDR 2 en mai 1990 et prend le nom de Deutschlandsender Kultur (abrégé en DS Kultur).
En 1994 les autorités de diffusion de l'Allemagne réunifiée décident de réorganiser les services radiophoniques des anciennes R.D.A. et R.F.A. La Deutschland Radio ouest-allemande basée à Cologne et RIAS Berlin fusionnent avec Deutschlandsender pour former Deutschlandradio, et adhèrent à l'ARD. Dans cette nouvelle structure, Deutschlandfunk devient la radio nationale d'information. Elle devient "DeutschlandRadio Berlin". Le 7 mars 2005 elle devient Deutschlandradio Kultur.

## Programmes
Deutschlandfunk Kultur diffuse des programmes des informations sur la culture, les arts et les sciences. Elle n'accepte aucune publicité.
- Sonntagsrätsel y est diffusée ;
- Chaque dimanche à midi, la station diffuse le son de la Cloche de la Liberté (Freiheitsglocke) de Berlin, avec la « Déclaration de la Liberté », poursuivant une tradition de la RIAS.

## Diffusion
Deutschlandfunk Kultur est diffusée en modulation de fréquence, par DAB et satellite.
Elle a cessé d’émettre en ondes moyennes depuis Berlin-Britz le 4 septembre 2013, et en ondes longues depuis Zenhoendorf le 31 décembre 2014.